# بيت حمران (نهم)

تعديل مصدري - تعديل

بيت حمران هي إحدى قرى عزلة عيال صياد بمديرية نهم التابعة لمحافظة صنعاء، بلغ تعداد سكانها 392 نسمة حسب تعداد اليمن لعام 2004.